# Holger Pedersen (lingvist)
Holger Pedersen, född 7 april 1867 i Gelballe vid Kolding, död 25 oktober 1953 i Köpenhamn, var en dansk språkforskare.
Pedersen blev 1885 student och tog 1890 skolämbetsexamen. Redan tidigt inriktade han sig på omfattande språkstudier, särskilt jämförande språkvetenskap. Efter 1892-96 att ha vistats i utlandet, dels vid tyska universitet, dels i Östeuropa och på Irland, blev han 1897 filosofie doktor på avhandlingen Aspirationen i Irsk I (fortsättningen utkom på tyska i Adalbert Kuhns "Zeitschrift für vergleichende Sprachforschung", band 35). År 1900 blev han docent i jämförande språkvetenskap vid Köpenhamns universitet med skyldighet att tills vidare föreläsa i slaviska språk, 1903 e.o. professor och 1914 ordinarie professor i jämförande språkvetenskap. Han var universitetets rektor 1926-27 och höll föreläsningar vid Collège de France i Paris 1925.
Pedersens många arbeten, till stor del publicerade i in- och utländska tidskrifter, behandlar, förutom indoeuropeisk språkhistoria i allmänhet, särskilt slavisk, keltisk, armenisk, albansk och lykisk. Av hans skrifter kan särskilt nämnas Albanesische Texte mit Glossar (Leipzig 1895), mest folksagor, som han själv upptecknat i Albanien, och av vilka han senare utgav en tysk översättning, Zur albanesischen Volkskunde (Köpenhamn 1898); Les pronoms démonstratifs de l'ancien arménien. Avec un appendix sur les alternances vocaliques indo-européennes (1905) och Les formes sigmatiques du verbe latin et le problème du futur indo-européen (1921, båda i Videnskabernas Selskabs Skrifter); Vergleichende Grammatik der keltischen Sprachen I-II (1909-13); Russisk Grammatik (1916); Russisk Læsebog (1916); Et Blik paa Sprogvidenskabens Historie (1916); Sprogvidenskaben i det nittende Aarhundrede, Metoder og Resultater (1924, i Aage Friis: "Det nittende Aarhundrede, skildret af nordiske Videnskabsmænd"). Pedersen invaldes 1938 som utländsk ledamot av Vetenskapsakademien i Stockholm. År 1946 utnämndes han till hedersdoktor vid Aarhus universitet.